# Flarestar Observatory
El Observatorio Flarestar (171) es un observatorio astronómico que se encuentra cerca de San Ġwann, Malta. Es operado y administrado por el astrónomo y miembro de AAVSO Stephen M. Brincat.
El instrumento principal del observatorio es un telescopio Schmidt-Cassegrain (SCT) de Meade de 0,25 metros de apertura, que se emplea habitualmente para observaciones fotométricas de asteroides y monitorización de estrellas variables.